# Reg Park
Roy "Reg" Park (n. 7 iunie 1928, Leeds, Anglia, Regatul Unit – d. 22 noiembrie 2007, Johannesburg, Africa de Sud) a fost un actor englez, culturist și om de afaceri.   

## Biografie
A fost mentorul lui Arnold Schwarzenegger.

## Filmografie
- Ercole alla conquista di Atlantide (1961) Italia. aka Hercules Conquers Atlantis (1962 titlu UK ) Hercules and the Captive Women (1963 titlu SUA)
- Ercole al centro della terra (1961) Italia. aka Hercules in the Haunted World (1961) co-starring Christopher Lee
- Maciste Nelle Miniere Di Re Salomone (1964) Italia. aka Maciste in King Solomon's Mines (1964)
- Ursus, Il Terrore Dei Kirghisi (1964). Italia. aka Hercules, Prisoner of Evil (1964)
- Sfida Dei Giganti (1965) Italia. aka Hercules the Avenger (1965)